# Liwa (flod)
Liwa eller Liva er en flod i det nordlige Polen og en biflod til Nogat. Den største biflod til Liwa er Palemon-kanalen. I flodens øvre løb findes der talrige vandkraftværker. Liwas samlede længde er 118,5 km, og den største by ved floden er Kwidzyn.
- Wikimedia Commons har flere filer relateret til Liwa (flod)